# Abano (przystanek kolejowy)
Abano (włoski: Stazione di Abano) – przystanek kolejowy w Abano Terme, w prowincji Padwa, w regionie Wenecja Euganejska, we Włoszech. Znajduje się na linii Padwa – Bolonia.
Według klasyfikacji RFI posiada kategorię brązową.

## Historia
Początkowo przystanek nazywał się Abano terme aż do 27 września 1980, kiedy została ona zmieniona na obecną Abano.

## Charakterystyka
Wyposażony jest w budynek z dużą pasażerską poczekalnią. Od 1998 roku nie jest obsadzony pracownikami.
W 2001 roku stał się częścią projektu "Małe stacje dla władz lokalnych" oraz w wyniku porozumienia pomiędzy Rete Ferroviaria Italiana i gminą Abano Terme, przyczyniło się do odnowienie obiektu oraz ponownego nim zarządzania. Bilety na pociąg można nabyć w automatach biletowych.

## Linie kolejowe
- Padwa – Bolonia